# Blepephaeus borneensis
Blepephaeus borneensis là một loài bọ cánh cứng trong họ Cerambycidae.